# Kazimierz Jan Dąbrowski
Kazimierz Jan Dąbrowski (ur. 13 września 1948 w Kłodzku) – polski samorządowiec, burmistrz Zambrowa od 1998.

## Życiorys
Urodził się w 1948 r. w Kłodzku. Sprawował funkcję radnego w Zambrowie w latach 1990–1998, był członkiem komisji kultury i oświaty Rady Miejskiej w Zambrowie w okresie 1990–1994, a w latach 1994–1998 członek zarządu Zambrowa II kadencji.
Po wyborach samorządowych w 1998 został po raz pierwszy wybrany na stanowisko burmistrza Zambrowa. W kolejnych wyborach samorządowych w 2002, 2006, 2010 i 2014 z powodzeniem ubiegał się o reelekcję wygrywając za każdym razem w pierwszej turze, otrzymując odpowiednio 55,3%, 51,9%, 53,7 oraz 50,8%. Po raz kolejny ubiegał się o wybór na to stanowisko w 2018, ponownie zwyciężając w pierwszej turze.  W 2024 wybrany na siódmą kadencję, tym razem w drugiej turze.
Przed wyborami w 2010 wstąpił do Platformy Obywatelskiej, którą reprezentował w wyborach w tym samym roku, jednak opuścił ją w trakcie kadencji, startując w kolejnych wyborach z własnego komitetu.